# Литографски камък
Литографският камък е вид варовиков камък с много фина структура, който се използва в литографията – печатна техника, разработена през 18-ти век. Този камък е идеален за литография поради способността си да задържа мастило само на определени части от повърхността.

## Характеристики
- Материал: Обикновено е варовик с много високо съдържание на калциев карбонат.
- Плътност: Финозърнестата структура го прави идеален за гравиране и рисуване.
- Приложение: Литографските камъни се обработват и използват за създаване на изображения чрез мастило и химични реакции (например вода и мастило).

Тази техника днес се използва предимно за художествени цели, въпреки че в миналото е била основен метод за създаване на графики, карти и илюстрации.